# Pair-et-Grandrupt
Pair-et-Grandrupt là một xã, nằm ở tỉnh Vosges trong vùng Grand Est của Pháp. Xã này có diện tích km², dân số năm 1999 là người. Xã này nằm ở khu vực có độ cao trung bình m trên mực nước biển.

## Biến động dân số
| v. 1882                                      | 1926 | 1962 | 1968 | 1975 | 1982 | 1990 | 1999 |
| -------------------------------------------- | ---- | ---- | ---- | ---- | ---- | ---- | ---- |
|                                              |      | 217  | 200  | 282  | 406  | 417  | 439  |
| Số liệu từ năm 1990: Dân số không tính trùng |      |      |      |      |      |      |      |